# Saras Dewi
Saras Dewi, właśc. Luh Gede Saraswati Putri (ur. 16 września 1983 w Denpasarze) – indonezyjska piosenkarka, poetka i filozofka.
W swoich publikacjach porusza tematy związane z literaturą, feminizmem, prawami człowieka, filozofią wschodnią i etyką środowiskową. Jej dorobek obejmuje antologię wierszy pt. Jiwa Putih (2005) oraz książkę popularnofilozoficzną Cinta Bukan Cokelat (2009). W 2002 r. wydała album muzyczny pt. Chrysan, na którym pojawił się m.in. przebój „Lembayung Bali”. Utwór ten był nominowany do prestiżowych nagród AMI (Anugerah Musik Indonesia) w kategoriach najlepszy singiel i najlepsza ballada.
Jej teksty ukazują się na łamach gazet i czasopism takich jak Media Indonesia, Jawa Pos, Bali Post, Media Hindu, Raditya i Nusa Tenggara Post.
Wykłada filozofię literatury, filozofię ekologiczną i filozofię wschodnią na Uniwersytecie Indonezyjskim. Zasiadała w jury nagrody literackiej Khatulistiwa.
Jest także aktywistką środowiskową. Sprzeciwiła się m.in. planom budowy infrastruktury turystycznej w Zatoce Benoa, które to miały „zaburzyć równowagę duchowo-ekologiczną życia balijskiego”.